# Autostrada A21 (Franța)
Autostrada A21, numită și rocadă minieră, leagă A26 în zona Bully-les-Mines de A2 în zona Douchy-les-Mines, ocolind orașele Lens și Douai. Scopul său este de a conecta aceste orașe cu Valenciennes. În 2009, a înlocuit N455 în partea de est. La fel ca A211, face parte din jurisdicția Direcției Interdepartamentale a Drumurilor Nord.

## Ramificații
Autostrada urbană A211, care pornește spre Avion, este continuată de N17. Există planuri de prelungire a A211 până la A26, prin absorbția N17, pentru a conecta aglomerațiile Lens și Arras. În noiembrie 2023, Sanef a demarat lucrări pregătitoare pentru a aduce la standarde de autostradă bretelele exterioare ale nodului rutier nr. 7 Arras nord de pe A26, în vederea racordării în siguranță la RN17.

## Istoric
Deschisă în 1971, autostrada A21 a fost inițial creată pentru a conecta A1, la nivelul nodului rutier Hénin-Beaumont-Lens, cu orașul Lens din Pas-de-Calais. André Delelis a fost inițiatorul construcției autostrăzii, cu scopul de a scoate Lens din izolare. Aceasta trebuia să contribuie la decongestionarea mai multor orașe din bazinul minier al Pas-de-Calais, situate între Lens și Hénin-Beaumont, traversate de N43.
Autostrada a fost extinsă ulterior în direcția Liévin, reducând timpii de parcurs către vestul bazinului minier, iar în 2009 a fost prelungită spre A2 Valenciennes și Cambrai, prin absorbția drumului național 455, care a fost adus treptat la standarde de autostradă începând din 1996.
În 2016, aproximativ 600 de metri din extremitatea vestică a autostrăzii A21 au fost declasificați și încorporați în drumul departamental D301, pentru a permite lărgirea podului peste A26. Această secțiune reprezenta un punct de îngustare cu 2x1 benzi între A21 și drumul expres D301. Declasificarea a mutat începutul autostrăzii din comuna Aix-Noulette în Bully-les-Mines.

## Traseu
| De la D301 și A26 până la A2: secțiune gratuită, neconcesionată, gestionată de DIR Nord. | |               |
| RD301                                                                                    | |               |
| Intersecție                                                                              | Nod rutier între A26, RD301 și A21: Paris, Reims, Arras, Calais, Béthune.                                      | A26 RD301 E15 |
| A21                                                                                      | |               |
| 7 - Liévin                                                                               | Orașe deservite: Liévin, Grenay, Bully-les-Mines, Liévin-Stade Couvert Régional.                               | RD58          |
| 8 - Lens-Cités 11 et 12                                                                  | Orașe deservite: Béthune, Lens-Cités 11 și 12, Loos-en-Gohelle, Mazingarbe, Lens-Stade Bollaert.               | RD943         |
| 9 - Lens-nord                                                                            | Orașe deservite: Lens-nord, Hulluch, Lens-Centre hospitalier, Lens-Crématorium.                                |               |
| 10 - Z.I Flandre-Artois                                                                  | Orașe deservite: La Bassée, Wingles, Z.I. Flandres - Artois.                                                   | RN47          |
|                                                                                          | Limitare la 110 km/h (sens Valenciennes > Béthune).                                                            |               |
| 11 - Lens-est                                                                            | Cartiere deservite: Lens-est, Lens-Grande Résidence.                                                           |               |
| 12 - Lens-Grand Condé                                                                    | Orașe deservite: Carvin, Harnes, Lens-Grand-Condé, Loison-sous-Lens.                                           |               |
| 13 - Lens-centre                                                                         | Cartiere deservite: Lens-centru, Lens-Stade Bollaert (nod rutier parțial).                                     |               |
|                                                                                          | Limitare la 110 km/h (sens Béthune > Valenciennes).                                                            |               |
| Intersecție                                                                              | Nod rutier între A211 și A21: Arras, Liévin, Avion, Liévin-Stade Couvert Régional.                             | A211          |
| 13 - Lens-centre                                                                         | Cartiere deservite: Lens-centru, Lens-Stade Bollaert (nod rutier parțial).                                     |               |
| 14 - Noyelles-sous-Lens                                                                  | Orașe deservite: Noyelles-sous-Lens, Sallaumines.                                                              | RD262         |
| 15 - Montigny-en-Gohelle                                                                 | Orașe deservite: Montigny-en-Gohelle, Harnes.                                                                  | RD46          |
| 16 - Hénin-Beaumont-centre                                                               | Orașe deservite: Hénin-Beaumont, Courrières.                                                                   |               |
| Intersecție                                                                              | Nod rutier între A1 și A21: Lille, Carvin, Libercourt; Paris, Arras, Hénin-Beaumont-Z.I..                      | A1 E17        |
| 17 - Dourges                                                                             | Orașe deservite: Dourges, Noyelles-Godault.                                                                    |               |
|                                                                                          | Limitare la 130 km/h (sens Béthune > Valenciennes).                                                            |               |
| 18 - Courcelles-lès-Lens                                                                 | Orașe deservite: Courcelles-lès-Lens, Évin-Malmaison, Leforest.                                                |               |
|                                                                                          | Trecerea din departamentul Pas-de-Calais în departamentul Nord.                                                |               |
| 19 - Le Villiers                                                                         | Orașe deservite: Cambrai, Douai.                                                                               | RD621         |
| 20 - Flers-en-Escrebieux                                                                 | Orașe deservite: Flers-en-Escrebieux, Auby, Z.I. des Prés Loribes.                                             |               |
| 21 - Douai-Dorignies                                                                     | Oraș deservit: Douai-Dorignies.                                                                                |               |
| 22 - Roost-Warendin                                                                      | Orașe deservite: Roost-Warendin, Z.I. Dorignies.                                                               |               |
| 23 - Douai-nord                                                                          | Orașe deservite: Tournai, Saint-Amand-les-Eaux, Douai-centru, Douai-nord, Orchies, Waziers, Douai-Gayant Expo. | RD917         |
| 24 - Sin-le-Noble                                                                        | Orașe deservite: Cambrai, Sin-le-Noble, Douai-Centre Hospitalier.                                              | RD500         |
| 25 - Lallaing                                                                            | Orașe deservite: Lallaing, Montigny-en-Ostrevent.                                                              |               |
| 26 - Pecquencourt                                                                        | Orașe deservite: Pecquencourt, Vred.                                                                           | RD25          |
| 27 - Somain-La Broucheuse                                                                | Orașe deservite: Orchies, Marchiennes, Rieulay, Somain.                                                        | RD957         |
| 28 - Somain-centre                                                                       | Orașe deservite: Bouchain, Aniche, Somain, Z.I. Somain - Aniche.                                               |               |
| 29 - Abscon                                                                              | Orașe deservite: Abscon, Erre.                                                                                 |               |
| 30 - Escaudain                                                                           | Orașe deservite: Lourches, Escaudain.                                                                          |               |
| 31 - Denain                                                                              | Oraș deservit: Denain.                                                                                         | RD645 RD1040  |
| 32 - Lourches                                                                            | Oraș deservit: Lourches (nod rutier parțial).                                                                  |               |
|                                                                                          | Limitare la 90 km/h (sens Béthune > Valenciennes).                                                             |               |
| 33 - Douchy-les-Mines                                                                    | Oraș deservit: Douchy-les-Mines (nod rutier parțial).                                                          |               |
| A21                                                                                      | |               |
| Intersecție                                                                              | Nod rutier între A2 și A21: Paris, Cambrai; Valenciennes, Douchy-les-Mines.                                    | A2 E19        |

## Autostrada A211
Această autostradă are o lungime de 3,5 km și permite deservirea zonei de sud a orașului Lens.
Este o secțiune neconcesionată, gestionată de Direcția Interdepartamentală a Drumurilor Nord (DIR Nord) și este gratuită.

### Traseu
| De la A21 la RN17: secțiune gratuită, neconcesionată, gestionată de DIR Nord. | |     |
| Intersecție                                                                   | Nod rutier între A21 și A211: Calais, Béthune, Liévin-nord, Lens, Armentières, Loison-sous-Lens; Lille, Douai, Hénin-Beaumont, Noyelles-sous-Lens, Sallaumines. | A21 |
| 14 - Lens-centre                                                              | Cartiere deservite: Lens-centru, Lens-Gare. |     |
| 15 - Lens-centre                                                              | Orașe deservite: Lens-centru, Éleu-dit-Leauwette, Liévin, Lens-Cité 4, Lens-Stade Bollaert.                                                                     |     |
| A211                                                                          | |     |
| RN17                                                                          | |     |